# Église Saint-Sulpice de Saint-Sulpice (Maine-et-Loire)
Pour les articles homonymes, voir Église Saint-Sulpice.
L'église Saint-Sulpice est une église située à Saint-Sulpice, en France.

## Localisation
L'église est située dans le département français de Maine-et-Loire, sur la commune de Saint-Sulpice.

## Description
Cette église est classée au répertoire des Monuments historiques du fait de son portail qui comporte, au-dessus de la porte principale, le premier article du décret du 18 floréal de l'an II (1794) rédigé par Robespierre : "Le peuple français reconnaît l'existence de l'Être Suprême et l'immortalité de l'âme." Les chrétiens ont ensuite tenté d'effacer la partie concernant l'être suprême, essayant de ne garder que l'immortalité de l'âme, mais on distingue encore l'ensemble.

## Historique
L'édifice est inscrit au titre des monuments historiques en 1990.